# 유리 자하레비치
유리 이바노비치 자하레비치(러시아어: Юрий Иванович Захаревич, 1963년 1월 18일 ~ )는 소련의 역도 선수였다.
디미트로프그라드 다이나모에서 훈련한 그는 자신의 선수 경력 동안 미들헤비급 (90 kg), 서브헤비급 (100 kg)과 헤비급 (110 kg) 부문에 참가하였다.

## 인물 정보
10세 때 역도를 시작한 자하레비치는 1982년 류블랴나에서 세계 역도 선수권 대회에서 은메달을 획득하였다.
1984년 유럽 선수권 대회에서 우승한 그는 같은 해에 소련이 정치적인 이유로 1984년 로스앤젤레스 올림픽 보이콧을 선언했기 때문에 그해의 올림픽에 참가하지 못하였다.
그는 세계 역도 선수권 대회에서 3연패했고 1988년 서울 올림픽에서 헤비급 부문의 금메달을 획득하였다.